# 멜린다 O. 피

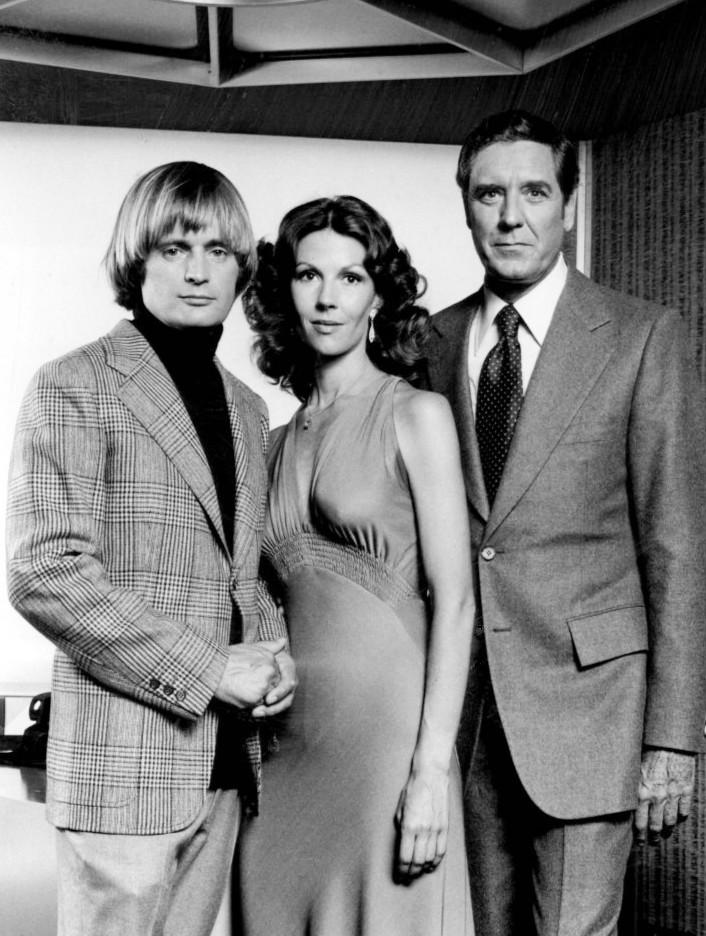

멀린다 O. 피(Melinda O. Fee, 영어 발음: /məˈlɪndə/, 1942년 10월 7일 ~ 2020년 3월 24일)는 미국의 배우이다.
로스앤젤레스에서 태어났다.

## 출연 작품

### 영화
- 살인 목격 (1980)
- 나이트메어 2: 프레디의 복수 (1985년) - 웨버 부인 역
- 유쾌한 감방 (1985, Doin' Time)
- 다니엘 스틸 - 사랑의 굴레 (1991, Changes)

### 텔레비전
- 더 영 앤 더 레스트리스 (1973)
- 우리 생애 나날들 (1981-82)